# Anophthalmus hitleri
Anophthalmus hitleri (slovenski: Hitlerjev brezokec) endemična je vrsta špiljskoga kornjaša koja je prisutna u samo pet vlažnih špilja u Sloveniji. Pripada rodu Anophthalmus s još 41 vrsta i 95 podvrsta. Članove podvrste Trechinae i roda Carabidae, kojima pripada ova vrsta, su predatori, stoga se smatra da su odrasle jedinke i ličinke ove vrste predatori te da se hrane manjima stanovnicima špilja. 

## Ime
Znanstveno ime ovoj vrsti, Anophthalmus hitleri, dao je austrijski inženjer i amaterski entomolog Oskar Scheibel 1937. godine. Njemu je prodan primjerak ove vrste 1933. godine kada još nije bila opisana. Scheibel je imenovao vrstu u čast Adolfa Hitlera. Ime roda kojem ova vrsta pripada, Anophthalmus, znači bez očiju, odakle dolazi slovenski naziv Hitlerjev brezokec. Hitler je doznao za imenovanje ove vrste te je Scheibelu poslao pismo u kojem mu se zahvaljuje. Unatoč snažnim političkim asocijacijama, prema taksonomskoj tradiciji dvoimena nazivlja ne bi se smjela mijenjati, osim zbog vjerskih naziva, koja su također obeshrabrena.
Ova vrsta ne posjeduje nikakve značajna razlikovna obilježja, poput neobičnih boja ili ticala, a jedino pruža interes skupljačima nacističkih uspomena i kornjaša zbog znanstvenog imena vrste. Zbog toga ovoj vrsti prijeti izumiranje.
Nakon Drugoga svjetskoga rata Međunarodna komisija za zoološku nomenklaturu (engleski: International Commission on Zoological Nomenclature) odbila je preimenovati vrstu. Budući da je znanstveno ime ove vrste već registrirano, danas je nemoguće promijeniti ime ove vrste, osim ako je prekršila neko pravilo prilikom njene prvobitne registracije u sustav.

## Vanjske poveznice
- Anophthalmus hitleri Scheibel, 1937, BioLib
- Anophthalmus hitleri Scheibel 1937, Encyclopedia of Life
- Anophthalmus hitleri Scheibel 1937, Fauna Europaea